# پیتر مورک
پیتر مورک (استونیایی: Peeter Mürk; ۲۲ دسامبر ۱۹۱۱ – ۲۹ نوامبر ۱۹۷۴) وزنه‌بردار اهل استونی بود. وی در بازی‌های المپیک تابستانی ۱۹۳۶ شرکت کرده‌است.